# کاستریوت مهدی
کاستریوت مهدی یا ژرژ مهدی (انگلیسی: Georges Mehdi; ۱ ژانویهٔ ۱۹۳۴ – ۶ نوامبر ۲۰۱۸) جودوکار و استاد هنرهای رزمی ترکیبی اهل برزیل بود.